# Liste der Wegekreuze und Bildstöcke in Lontzen
Die Liste der Wegekreuze und Bildstöcke in Lontzen listet ohne Anspruch auf Vollständigkeit die Flur- und Wegekreuze sowie die Bildstöcke mit ihren jeweiligen persönlichen Geschichten – soweit bekannt – auf dem Gebiet der Gemeinde Lontzen mit den Ortsteilen Lontzen-Dorf, Lontzen-Busch und Herbesthal sowie Walhorn mit Astenet und Rabotrath in der Deutschsprachigen Gemeinschaft von Ostbelgien. Insgesamt stehen mehr als 70 Wegekreuze der Gemeinde auf öffentlichem Eigentum. Ihr Unterhalt wird teils durch Privathand, teils durch das städtische Bauamt, teils durch die örtlichen Pfarren gewährleistet.

## Lontzen-Dorf, Lontzen-Busch und Herbesthal

### Lontzen-Dorf
| Standort                                   | Datierung   | Beschreibung/Inschrift | Bild |
| ------------------------------------------ | ----------- | --- | ---- |
| Bergstraße ggü. 27 Lage                    | um 1900     | Gedenkkreuz für den plötzlichen Tod eines frommen Pilgers am 4. Juni 1899, der sich mit seinen Kindern und Freunden auf der Heimwanderung von der Wallfahrtsstätte Moresnet-Chapelle nach Eupen befand. |      |
| Bergstraße 56 Lage                         | 1885        | Hohes eisernes Strahlenkreuz mit Palmenverzierung, errichtet durch die Eheleute Mathias (1832–1896) und Hubertine Permantier-Küpper (1833–1912) als Dank für eine glückliche Ehe mit elf Kindern. Im Jahr 2000 wurde das Kreuz grundsaniert. Inschrift: „Süsses Herz Maria sei meine Rettung. M. J. Permantier, Hub. Küpper, Anno 1885“ |      |
| Bergstraße 87 Lage                         | 1967        | Abgeräumtes Grabkreuz des Vinzenz Schmetz (1888–1967) vom Kelmiser Friedhof. Rautenförmiges dunkelbraunes Holzkreuz mit reliefartig aufgesetzter Heiland-Figur. Es wurde um 1990 durch seine Enkelin beim Bau des Hauses rechts der Einfahrt aufgestellt. Inschrift: „Vincenz Schmetz, * 29.03.1888 † 4.11.1967“ |      |
| Bergstraße 103 Lage                        | 20. Jh.     | Erinnerungskreuz für den 18-jährigen Johann Aloys Michel Mertens, der bei einer Kaninchenjagd am 31. August 1914 durch Eigenverschulden an einer Schussverletzung gestorben war. Anfangs war lediglich ein schlichtes Holzkreuz aufgestellt worden, das später durch das jetzige Steinkreuz ersetzt wurde. Inschrift: „Gelobt sei Jesus Christus“ |      |
| Ecke Bergstraße–Mühlenweg Lage             | 1890        | Abgeräumter Grabstein der Eheleute Michael Friedrich Ahn (1814–1893) und der Emerentia Kerres (1816–1890). Der 1918 vom Friedhof translozierte Grabstein ersetzte ein an jener Ecke stehendes altes verfallenes Holzkreuz. Das einst auf dem Grabstein aufgesetzte Steinkreuz wurde mittlerweile wegen Baufälligkeit entfernt Inschrift: „Zum christlich frommen Andenken an die Eheleute Michael Friedrich Ahn † 3.4.1893 und Emerentia, geb. Kerres, † 10.2.1890 — und deren Familie. Mein Jesus Barmherzigkeit.“                                                                       |      |
| Ecke Hellebender Gasse–Steinweg Lage       | 1899        | Abgeräumtes Grabkreuz von Maria Mertens (1861–1899), stand ab 1920 zunächst am Fleuscherhof, ab 1927 weiter vorne am dortigen Zufahrtsweg und später am heutigen Standort an der Ecke Steinweg. |      |
| Ecke Limburger Straße–Fleuschergasse Lage  | 1946        | Erstes Kreuz wurde 1926 als Erinnerungskreuz für den an einem epileptischen Anfall während des Eisaufhackens am nahe gelegenen Weiher ertrunkenen Nikolaus Malmendier (1907–1926) aufgestellt. Nach der Heimkehr seiner drei Brüder Josef, Hubert und Aloys aus dem Krieg wurde zum Dank das alte Kreuz durch ein neues ersetzt. |      |
| Ecke Schulstraße–Steinweg Lage             | 1906        | Vierteiliges Steinkreuz auf Sockelplatte. Messingkorpus mit kleinem Holzkreuz hinterlegt. Wegekreuz befand sich anfangs fünf Meter weiter voraus, wo es er jedoch oftmals von Autofahrern beschädigt wurde. Inschrift (lt. Quelle Creutz, derzeit (2023) unleserlich): „Gewidmet von Hubert Theresia und Josef Egyptien, 1906 – O Jesus Barmherzigkeit“ |      |
| Ehemalige Grube Lontzen–Luterberg Lage     | 1899        | Abgeräumter und auf einer Anhöhe westlich der Maria-Theresia-Straße 25 versetzter Grabstein für Leonhard Cormann. Sechsteilige und 2,60 Meter hohe Anlage mit vierstufigem kräftigem Sockel. Inschrift auf dem Postament (lt. Quelle Creutz, derzeit (2023) unleserlich): „Mein Jesus Barmherzigkeit. Zum Andenken an unserem unvergesslichen Gaten und Vater Leonh. Cormann, geb. 25. März 1861, gest. 12. Mai 1899. Herr gib dem Verstorbenen die ewige Ruhe!“ |      |
| Königsweg–ggü. Grippenhag Lage             | ca. 17. Jh. | Kleines gut erhaltenes kräftiges Steinkreuz ohne Inschrift, der Überlieferung nach aus dem 17. Jahrhundert, weitere Geschichte unbekannt |      |
| Maria-Theresia-Straße 3–Kastanienberg Lage | unbekannt   | überdachtes Holzkreuz im Hang, wurde zwischenzeitlich vom Lontzener Verschönerungsverein erneuert. |      |
| Maria-Theresia-Straße 4 Lage               | 1880        | Fürbittenkreuz der Eheleute Johann Adam Emonds und Maria Gertrud Nelißen. Altes grün gestrichenes verziertes und mittlerweile leicht verwittertes Eisenkreuz auf zweiteilig gestuftem Sockel. Inschrift (lt. Quelle Creutz, derzeit (2023) unleserlich): „Süsses Herz Jesu, Erbarme Dich unser. 100 Tage Ablass. J.A.E. – M.G.N. Anno 1880“ |      |
| Mühlenweg 117 Lage                         | 1882        | Rautenförmiges Eichenholzkreuz mit der eingeschnitzten Jahreszahl 1882. Kleiner Korpus auf hinterlegtem kleinem Holzkreuz unter einem Giebeldach. Diente der Überlieferung nach als Votivkreuz. |      |
| Mühlenweg 151 Lage                         | 1914        | Abgeräumter Grabstein der Eheleute Theodor Ahn und Anna Keutgen. Flacher breiter dreistufiger Sockel mit Postament. Das darauf aufgesetzte Kreuz war im Laufe der Zeit abgebrochen. Die gesamte Grabsteinanlage wurde daraufhin im Jahr 2002 komplett saniert, wieder vervollständigt und erhielt eine neue Platte mit neuer Inschrift. Ursprüngliche Inschrift: „Zum Andenken an die achtbaren Eheleute Theodor Ahn 1843–1914 und Anna Ahn geb. Keutgen 1847–1922. – R.I.P. Auf Wiedersehen“, heutige Inschrift: „So sehr liebt Gott diese Welt, dass... - anno 2002 – Auf Wiedersehen.“ |      |
| Neutralstraße 450 Lage                     | 1935        | Abgeräumter Grabstein der Anna Maria Jennes (1856–1935), Witwe von Francois Nyssen (1851–1922) vor Gut Heistern. Er stand anfangs ab 1955 unter einer alten Esche an der Wegegabelung Herzogenweg/Wind und wurde später an seine jetzige Stelle versetzt. Derzeit (2024) zugewachsen. |      |
| Neutralstraße 500 Lage                     | unbekannt   | Unbekanntes Votivsteinkreuz am Wiesenweg vor einer Weißdornhecke vor Schloss Mützhagen. Nachkommen des damaligen Besitzers vermuten, dass Johann Josef Schmetz (1868–1935) das abgeräumte Steinkreuz zum Wohle der Familie und der Tiere erworben und dort aufgestellt hat. Derzeit (2024) beschädigt. |      |
| Neutralstraße 502 Lage                     | unbekannt   | Kleines überdachtes Holzkreuz mit Rundbogenüberdachung in einer Nische an der westlichen Giebelwand des nördlichen Traktes von Schloss Mützhagen. Derzeit (2024) stark beschädigt und am Sockel des Hauses aufgestellt. |      |
| Schlossstraße–Dorfhaus Lage                | 1861        | Fürbittenkreuz der Familie Franz (1788–1874) und Maria Ernst-Schmetz (1787–1866). Kleiner Steinsockel mit schmuckes Eisenkreuz und aufgesetztem hellen Korpus. Inschrift (lt. Quelle Creutz, derzeit (2023) unleserlich): „Rette Deine Seele. F:Ernst E:Sch:Metz 1861“, darunter die christlichen Symbole Kreuz, Anker und Herz für Glaube, Hoffnung und Liebe. |      |
| Schlossstraße–Wiesenhang Kirche Lage       | unbekannt   | Schmuckes Keramikkreuz, stand ursprünglich im Mittelgang des Welkenrather Friedhofs, Anlass unbekannt. Wurde 1983 grundlegend saniert und am heutigen Standort neu aufgestellt. Inschrift auf einem als Schal nachempfundenem Umhang: „Im Kreuz ist Heil.“ |      |
| Schlossstraße–Schlosszufahrt Lage          | 1899        | Ehemals 4,50 Meter hohes Steinkreuz auf drei hohen Sockelstufen, im Auftrag der Witwe Maria Lingens des Schlossbesitzers Leonhard Nellessen angefertigt und aufgestellt vor dem Eingang zum Schloss Lontzen. Der fast zwei Meter hohe steinerne Kreuzaufbau mit einem fast menschengroßen Korpus ist mittlerweile abgebrochen und wurde (bisher, 2023) nicht wieder ersetzt, der Rest wurde als „Bildstock“ kernsaniert und umgestaltet. In der vergitterten Figurennische befindet sich eine Christus-Figur, darunter eingemeißelt ein symmetrisches Kreuz mit 15 Perlen.                |      |
| Schlossstraße 49 Lage                      | um 1915     | Grabstein der Eheleute Stephan (1837–1915) und Catharina Chantraine-Offermann (1845–1911). Sie wohnten früher in der Schlossstraße 46–48, das Kreuz wurde jedoch um 1980 an der Zufahrt zu Haus 49 versetzt. Inschrift (lt. Creutz, derzeit (2023) unleserlich): „Zum Andenken an die wohlerbare Ehefrau Joh. Steph. Chantraine, geb. Catharina Offermann * zu Simmerath am 22.3.1845, † zu Lontzen-Born am 29.11.1911 und Joh. Steph. Chantraine, * zu Lontzen-Born am 2. 8. 1837, † daselbst am 23. 5. 1915; R.I.P.“                                                                    |      |
| Schlossstraße 74–Gut Benesse Lage          | 1994        | Mittlerweile marodes Kreuz aus Eichenholz. Es ersetzte ein verschwundenes Metallkreuz auf dem Gitter der Bahnbrücke sowie ein verfaultes Holzkreuz des verunglückten Roger Hagelstein (1960–1974). Dieser fuhr sitzend auf der Radstange eines Freundes und beide prallten auf einen vor ihnen fahrenden und plötzlich bremsenden LKW, Roger war sofort tot. |      |
| Teufelsgasse–Herbesthaler Bach Lage        | 1928        | Abgeräumter Grabstein von Johann Wilhelm Wehling (1857–1928). Er wurde an seiner Hauswiese neben dem Herbesthaler Bach aufgestellt und zwischenzeitlich durch den Verschönerungsverein restauriert. Derzeit (2024) erneut beschädigt. |      |
| Walhorner Straße 131 Lage                  | 1861        | Gedenksteinkreuz in der straßenseitigen Buchenhecke des Guts Bourseaux erinnert an den Unfalltod des Eisenbahnwärters Heinrich Joseph Messen, der am Abend des 21. Februar 1861 von einem Zug erfasst worden war. Das Kreuz stand anfangs am Bahnübergang und wurde 1970 zum heutigen Standort versetzt. Inschrift (lt. Quelle Creutz, derzeit (2023) unleserlich): „Am 21. Februar 1861 ferschiedt hier sanft Heinrich Joseph Messen im Alter von 56 Jahre, Ehegatte von Katharina Emonds, durch diese gewidmet. Er ruhe im Frieden, Vater unser.“                                       |      |
| Walhorner Straße–ggü. Zufahrt zu 131 Lage  | 1859        | Kleines steinernes Gedenkkreuz gegenüber der Zufahrt zu Gut Bourseaux für den 73-jährigen unverheirateten Ackerer Philipp Plümmans aus Eynatten, der am 13. Mai 1859 beim Ausführen seines Pferdes unerwartet verstarb. Inschrift: „Bete für die Seele. P. F. Plummans. 1859.“ |      |

### Lontzen-Busch
| Standort                               | Datierung    | Beschreibung/Inschrift | Bild           |
| -------------------------------------- | ------------ | --- | -------------- |
| Busch 9 Lage                           | 1950         | Mit Schiefer überdachtes Eichenholzkreuz an der Ostwand der Anna-Kapelle in Lontzen-Busch, aufgestellt 1960 |                |
| Busch 21 Lage                          | 1880         | „Kniefall-Kapellchen“ aus Bruchstein mit umrandeter Nische aus Blaustein. Diese ist mit einem Eisengitter gesichert, auf dem die Buchstaben A(ve) und M(aria) sowie ein Herz aus lackiertem Metall aufgetragen ist. Inschrift unterhalb der Nische: „Jac. Leclerc – Clara Teller, 1880“ | weitere Bilder |
| Busch 23 Lage                          | vor 1914     | Ehemaliger Grabstein der Familie Taeter-Egyptien-Snoeck. Fünfteilig gestufter Steinsockel mit aufgesetztem Steinkreuz. Inschrift (lt. Quelle Creutz, derzeit (2023) unleserlich): „Andenken an die Familien J. Jos. Taeter, geb. 21. Dez. 1835, vermählt in I. Ehe am 18. Apr. 1873 mit Anna Maria Egyptien, gest. 15. Juli 1877 und in II. Ehe am 16. Apr. 1878 mit M. Lambertine Snoeck, gest. 1. Nov. 1911. J. Jos. Taeter gest. 11. Mai 1914. Mein Jesus Barmherzigkeit“                                      |                |
| Busch 48 Lage                          | unbekannt    | Gusskreuz auf Steinsockel. Unter dem Korpus befand sich anfangs eine Plakette mit zwei vergoldeten Palmen. |                |
| Dahlienstraße 2 Lage                   | unbekannt    | Steinkreuz auf hohem Steinsockel an der Hauswand von Haus-Nummer 2, stand einst 30 Meter westlich an der Straßenkreuzung. Geschichte unbekannt. |                |
| Dahlienstraße 44 Lage                  | 18. Jh.      | Bildstock/Marienkapellchen „A jen Poort“, benannt nach dem gegenüberliegenden Hof, der die Jahreszahl 1722 trägt. Bildstock aus etwa gleichem Zeitraum. |                |
| Ecke Grünstraße–Herzogenweg Lage       | um 1900      | Abgeräumter dreiteiliger Grabstein der Eheleute Johann (1822–1900) und Hubertine Kerren-Jacquemin (1827–1899). Im Jahr 1999 wurde das steinerne Kreuz durch Vandalismus zerstört und die Gesamtanlage zwischenzeitlich wieder restauriert. |                |
| Ecke Herzogenweg–Schmalgraf Lage       | 1732         | Schmalgraf-Kapellchen „Zum gekreuzigten Heiland“ der Eheleute Nicolas Hanssen und Rosine Walrimont. Im inneren ist eine Figurengruppe der hl. Familie sowie ein Messingkreuz mit Dornenkrönung aufgestellt, sowie in der Giebelnische eine Madonna-Figur. Die Jahreszahl 1732 ist im Keilstein eingraviert. Inschrift: „N. H. – 1732 – R. W.“ | weitere Bilder |
| Ecke Montzener Straße–Herzogenweg Lage | unbekannt    | Altes Wegekreuz unbekannter Herkunft, Anfang der 1990er-Jahre grundlegend saniert. Kleines flaches Holzkreuz auf hohem Eisenkreuz in kurzem Steinsockel, heller Korpus; Kreuz wurde 1991 nach zwischenzeitlicher Verlegung wieder an die alte Stelle eingesetzt. |                |
| Gartenweg 8 Lage                       | Anf. 20. Jh. | Zum Andenken an Simon Ahn (1845–1902) und Philomene Denis vom Gut Kleeflap, wurde 1990 neben der Hofeinfahrt versetzt. Inschrift auf dem Postament: „Zum frommen Andenken an unsere lieben Eltern Simon P. J.H. Ahn, geb. 28. Juni 1845, gest. 28. April 1902; Philomene Ahn, geb. Denis, geb. 7. März 1846, gest. 20. Dez. 1911.“ Inschrift auf dem unteren Sockel: „Joseph Ahn 1883–1974; Maria Nols 1891–1972“, darunter die Gravur „R.I.P.“                                                                   |                |
| Gartenweg 14 Lage                      | 20. Jh.      | Abgeräumter Grabstein des Landwirts Franz Ossemann vom Hof „Im Stert“. Zwischenzeitlich stand die Anlage auf dem Hof und wurde um 1950 nach einer grundlegenden Restaurierung, weil das Kreuz vom Sockel abgebrochen war, an die Hofeinfahrt versetzt. Inschrift: „Zum christlichen Andenken an meinem lieben Gatten unseren treuen Vater Franz Ossemann, geb. 6.9.1850, gest. 18.9.1924. – R.I.P. – Auf Wiedersehen“                                                                                             |                |
| Grünstraße vor 45 Lage                 | unbekannt    | kleines Holzkreuz am Baum, geschmückt mit Blumen und Engelskopf, als Unfallkreuz, Vorgang unbekannt |                |
| Grünstraße 48 Lage                     | 1713         | „Anna selbdritt-Kapellchen“ vor dem Gutshof „Duitsche Wau“, erbaut durch den Aachener Brunnenbauer Sebastian Fabry, zu jener Zeit Besitzer des Guts. Dreiteiliger Kapellenbau mit vorstehendem Unterteil vor der Nische zwecks Abstellens der Monstranz bei der Fronleichnamsprozession. In der Nische eine Mutter Gottes-Figur mit Jesuskind, beide gekrönt. Im Schlussstein der Nische war einst eingraviert: „JHS – M.A.J. – 1713 – S.F.“ Anlage wurde mehrfach saniert und die Nische mit Plexiglas versehen. |                |
| Grünstraße 59 Lage                     | 1973         | Kleines überdachtes Holzkreuz an der Ostwand des „Oberstenbuschhofes“. Das kleine Kreuz mit dem Korpus stammt vom Sargdeckel der verstorbenen Theresie Thevissen-Ortmanns († 1973) |                |
| Herzogenweg 29 Lage                    | 1944         | Wegekreuz-Denkmal vor Gut Heistern zur Erinnerung an die Geschwister Christine und Victoire Rox, die im Verlauf des Weltkrieges am 29. November 1944 im Alter von 22 und 21 Jahren als Opfer einer V1-Rakete verstorben waren. Inschrift (frz.): “Christine et Victoire Rox Victime d'un V1 le 29-11-44 a l'age de 22 et 21 ans. P.P.E.” |                |
| Kapellenstraße 7 Lage                  | Ende 19. Jh. | Siebenteiliger Grabstein wurde nach 1914 vom Friedhof abgeräumt und seitlich von Haus Kapellenstraße 7 aufgestellt. Diente seitdem als Altar für die Fronleichnamsprozession. Inschrift: „Zum frommen Andenken an die Familie Simon Josef Ernst. Simon Josef Ernst, geb. 6. Jan 1834, gst. 3. Juli 1892; Maria Jos. Ernst, geb. Lennertz, geb. 31. Mai 1841, gest. am 7. Januar 1887; Catharina Ernst, geb. 29. Mai 1867, gest. 21. Dez. 1885.“                                                                   |                |
| Kapellenstraße–Gemeindeweiher Lage     | 1818         | Gedenksteinkreuz für den im Gemeindeweiher ertrunkenen Knecht Ludwig Lamberts, als dieser in den Zügeln hängengeblieben und von den Pferden ins Wasser mitgeschleift worden war. Inschrift: „IHS Ludowicus Lamberts Jungesell Geb. den 25. Aug. 1800 in Walhorn Ertrunken d 17. Aug 1818 RIP Bet(et) Vo(r) Dia(se) Se(eele)“ |                |
| Lütticher Straße 258 Lage              | 1597         | Ehemaliger Totenstein „A je Krüz“, stand anfangs am Straßenrand, wurde beim Bau des Hauses an die Wand angebracht. Inschrift: „Serfas finsess.soen 1597.“ |                |
| Wind 21 Lage                           | vor 1900     | Eisernes rundbogig überdachtes Hofkreuz |                |

### Herbesthal
| Standort                                       | Datierung | Beschreibung/Inschrift | Bild |
| ---------------------------------------------- | --------- | --- | ---- |
| Alt-Herbesthaler Straße 25 Lage                | 1868      | Dankeskreuz für die Genesung eines schwer kranken Kindes an der Seitenwand des Hauses. Zwischenzeitlich erneuertes Eisenkreuz mit weißem Korpus auf hohem mehrstufigem Steinsockel mit der Gravur 1868 |      |
| Bahnhofstraße 1 Lage                           | 1985      | Der ehemalige Sanitäter Hubert Aloys Miessen (1926–2008) restaurierte oder ersetzte als Rentner alte Wegekreuze in den umliegenden Gemeinden, darunter an seinem letzten Wohnsitz ein Eisenkreuz auf einem Steinsockel mit angebrachtem Blumenbehälter. Inschrift in Sütterlinschrift: „Herr ich bin nicht würdig.“ |      |
| Ecke Alt-Herbesthaler Straße–Tivolistraße Lage | 1915      | Abgeräumter Grabstein des früheren Walhorner Bürgermeisters Carl Ernst. Anfangs stand an diesem Ort ein nach 1945 errichtetes Holzkreuz, das 1978 der Lontzener Verschönerungsverein durch den Grabstein von Carl Ernst ersetzen ließ. Inschrift Vorderseite: „Der Herr ist mein Licht und mein Heil“. Inschrift auf einer Marmorplatte auf der Rückseite (ursprüngliche Vorderseite auf dem Friedhof): „Hier ruht in Gott mein lieber Gatte, unser guter Vater Carl Ernst, Bürgermeister, geb. 25. April 1852, gest. 18. Juni 1915“                                                                 |      |
| Ecke Tivolistraße–Limburger Straße 87 Lage     | um 1990   | Votivkreuz zur Gesundung eins schwerkranken Kindes, neu entworfen und aufgestellt durch Hubert Aloys Miessen. Es ersetzte ein altes Sargdeckelkreuz, das 1953/1954 dort an der Gartenhecke aufgestellt gewesen war. Gusseisernes Kreuz auf hohem Steinsockel, weißer Korpus, darunter die Aufschrift: „Ecce Homo“ |      |
| Grünstraße–Zufahrt Gut Stöck 8 Lage            | 1900      | Abgeräumter Grabstein von Ludwig Nols († 25. Mai 1900), versetzt 1930 zum Eingang von Gut Stöck. Nachdem das Grabsteinkreuz um 1980 gestohlen worden war, wurde dieses 1985 von einem Nachbarn durch ein Eisenkreuz ersetzt. Inschrift: „Ecce Homo“ |      |
| Kirchstraße 6 Lage                             | unbekannt | Von Hubert Aloys Miessen seitlich am Haus angebrachtes Eisenkreuz auf abgeflachtem Sockel ohne Inschrift mit Blumenbehälter |      |
| Lütticher Straße 2 Lage                        | unbekannt | Kleines überdachtes Holzkreuz am Weißen Haus |      |
| Lütticher Straße 2 Lage                        | 1977      | Unfallkreuz vor dem Parkplatz am „Weißen Haus“. Am 27. September 1986 kam ein PKW durch überhöhte Geschwindigkeit ins Schleudern, durchstieß die Hecke und zerschellte an der Hauswand. Die drei Insassen Michel Wilem, Michel Thunus und Axel Oiseley waren auf der Stelle tot. Anfangs wurde ein Kupferkreuz aufgestellt, das nach seiner Entwendung durch Metalldiebe im Jahr 1977 durch ein weißes Steinkreuz ersetzt worden ist. Inschrift: „Michel – Axel – Mischel – 27.9.-1986“ |      |
| Neutralstraße–800 Meter vor „Weißem Haus“ Lage | 1999      | Unfallkreuz in der Straßenböschung ca. 800 Meter vor dem „Weißem Haus“. Am 17. Mai 1999 stießen ein PKW mit drei Insassen und ein Motorradfahrer mit Beifahrer frontal zusammen. Der PKW fing Feuer und verbrannte mit den Insassen. Diese erhielten einen Gedenkstein auf der Welkenrather Seite der Straße. Der Motorradfahrer Philippe Ernst war ebenfalls auf der Stelle tot, sein Beifahrer überlebte schwer verletzt. Für Philippe Ernst, Mitglied eines Motorradclubs, wurde auf der Herbesthaler Seite eine Steinplatte mit einem weißen Holzkreuz mit den Namen seiner Freunde aufgestellt. |      |
| Neutralstraße 918–920 Lage                     | 1938      | Abgeräumter Grabstein der Familie Corneille Meessen-Gusting. Er wurde anlässlich des frühen Todes von Wilhelmine Messen, geb. Gusting (1903–1938), Ehefrau von Corneille Messen (1899–1980), infolge der Geburt ihres vierten Kindes angefertigt. Inschrift: „Bedenke Wanderer wer du bist! Das dieser Heiland einst dein strenger Richter ist. 1938. Betet für die Verstorbenen“ |      |
| Tivolistraße 2–4 Lage                          | um 1985   | Von Hubert Aloys Miessen angefertigtes Wegekreuz, welches nach der Straßenbegradigung dort neu aufgestellt wurde. |      |

## Walhorn-Dorf, Astenet und Rabotrath

### Walhorn-Dorf
| Standort                                 | Datierung | Beschreibung/Inschrift | Bild |
| ---------------------------------------- | --------- | --- | ---- |
| Dorfstraße 19 Lage                       | 1882      | Erinnerungskreuz für die Familie Franz Hansen (1824–1903) und Anna Barbara Hansen-Keutgen († 1905). Zierliches Eisenkreuz auf hohem Steinsockel. Inschrift (lt. Quelle Creutz, derzeit (2023) unleserlich): „Joh. Fra. Hansen – An. Bar. Keutgen – 1882“ |      |
| Ecke Johberg–Sandstraße Lage             | 20. Jh.   | Abgeräumtes Grabkreuz von der Familie Kaspar und Helene Burtscheid-Haas an der Gabelung von Sandstraße und Johberg. Das nunmehrige Wegkreuz musste 1963 und 1996 nach Beschädigungen durch Autofahrer mehrfach ersetzt werden. |      |
| Ecke Kettenisser Straße–Kreuzstraße Lage | 1848      | Schwerer Totengedenkstein in Kreuzesform für den Ackerer Guislan Heinrich Hubert, der am 7. März 1848 im Alter von 22 Jahren verstorben war. Der Stein stand einst im Bereich Rotscher Weg und wurde Anfang des 21. Jahrhunderts an den heutigen Standort versetzt. Die heutige Vorderseite ist mit einem Korpus aus dunklem Messing geschmückt. Sie trägt die Inschrift: „Mein Jesus Barmherzigkeit“. Diese Seite war in früheren Zeiten jedoch die blanke Rückseite ohne Korpus und Inschrift. Die heutige Rückseite als ehemalige Vorderseite trägt die Inschrift: „Christus ist mein Leben und Sterben mein Gewinn. Betet für die Seelen des Jünglings Guislenius Heinrich Hubert Thomas, welche zu Walhorn im Jahre 1848 den 7. März im 23. Jahre seines Lebens nach andächtigem Empfang der hl. Sakramente gottselig den Herrn entschlafen ist. Er ruhe in Frieden.“ |      |
| Ecke Merolser Straße 78–Langmüs Lage     | 1719      | Einst ein beliebter Treffpunkt der Anwohner, wo sie nach den Wirren des Dreißigjährigen Krieges und den Pestepidemien über die Umgestaltung der Landschaft diskutierten. Heute Anlaufstation der Flur- und Fronleichnamsprozessionen. |      |
| Groeterbach–ggü. Heppionsgasse Lage      | 1893      | Abgeräumter fünfteiliger hoher Grabstein der Familie Johann Joseph (1815–1898) und Helen Koonen-Königs (1819–1892), aufgestellt am Ufer des Groeterbachs. Im Jahr 1958 wurde das Steinkreuz infolge eines Sturmes durch entwurzelte Pappeln schwer beschädigt und erst 1975 restauriert, wobei nunmehr der Kopfteil des Grabsteines einer ihrer Kinder verwendet wurde. Inschrift Vorderseite: „Mein Jesus Barmherzigkeit“, Inschrift linke Seite: „Errichtet von Joh. Jos. Hub. Koonen und Maria Hel. geb. Königs, 1893“ |      |
| Groeterbacherweg 21 Lage                 | unbekannt | Geschmiedetes und reich verziertes Eisenkreuz direkt an der Wegegabelung des Groeterbacherwegs zur Heppionsgasse. Entstehung und Geschichte unbekannt. Inschrift: „Ecce homo.“ |      |
| Heidestraße 75 Lage                      | 1970      | Schmuckes Eisenkreuz auf kleinem Sockel und hellem Korpus. Es wurde 1970 durch die Gemeinde vor der Wiese zur „Langgasse“ an der Stelle aufgestellt, auf der in früheren Zeiten ein Stiegelstein oder Monolith oder auch ein altes Wegekreuz gestanden haben soll. |      |
| Kettenisser Straße 4 Lage                | 19. Jh.   | Kreuzigungsdarstellung oberhalb der Tordurchfahrt des Hauses. In einer dreiteiligen und durch Blausteinrahmungen getrennten hochrechteckigen Nischen ist mittig ein Holzkreuz unter schmalem Giebeldach mit einem dunklen Korpus angebracht, flankiert in der linken Nische von einer Figur Mutter Jesu und in der rechten des Apostels Johannes. Es ist nicht überliefert ob die Erstbesitzer oder ihre Nachfolger die Kreuzigungsgruppe angebracht haben. |      |
| Kettenisser Straße 52 Lage               | 1737      | Fünfteiliges hohes barockes Denkmalkreuz des Walhorner Drossarts Stephanus Heyendal (1694–1740), Neffe des Abtes Nikolaus Heyendal. Das Kreuz wurde in der Franzosenzeit mutwillig beschädigt, weshalb es zu jener Zeit „das stumpfe Kreuz“ („la croix tronquée“) genannt wurde. 1821 und erneut in den Jahren 1929 und 2001 wurde es restauriert und saniert. Die ersten beiden Maßnahmen wurden vorderseitig mit der Gravur: „renovatum 1821…1929“ vermerkt. Auf der Rückseite ist unter dem Wappenbild der Familie Heyendal ein Chronogramm eingraviert mit dem Text: „stephanVs heIenDaL IVris ConsVItus et Ipse bannI totIVs satrapa Me posVIt“ („Stephanus Heiendal, Rechtsgelehrter und Drossart der ganzen Bank (Walhorn) hat mich errichten lassen.“) |      |
| Kettenisser Straße–Walhorner Feld Lage   | 1876      | Geschmiedetes und reich verziertes Eisenkreuz direkt an der Gemeindegrenze zwischen Walhorn und Kettenis am linken Straßenrand. Es ersetzte ein dahinter liegendes abgebrochenes Kreuz und wurde 1876 offensichtlich als Flurkreuz und Grenzmarkierung angefertigt und 1995 runderneuert. Inschrift: „Ecce homo.“ |      |
| Kreuzstraße 33 Lage                      | 1848      | Erinnerungskreuz der Familie Johan Karl Kersten (1770–1854) und Maria Catharina Pelzer († 1833). Dunkles Metallkreuz auf kurzem zweiteiligem Steinsockel, dazu ein kleiner heller Korpus. Das Kreuz befand sich in früheren Jahren gegenüber am Haus 28, wurde jedoch später nach Beschädigung durch landwirtschaftliche Fahrzeuge an den Gartenrand von Haus 33 versetzt. Im Balken eingraviert: „C.(arolus) Kersten 1848 M.(aria) C.(atharina) Pelzer.“ |      |
| Kreuzstraße 72 Lage                      | 17. Jh.   | Kreuznische in der straßenseitigen Bruchsteinwand des Anbaus mit massiven barock gestalteten Gewänden aus Blaustein, die seitlichen als quadratische Säule geformt, darüber eine halbrunde fächerartige Verzierungen. In der Nische befindet sich ein Holzkreuz auf kleinem Holzsockel, dazu ein hellerer Korpus über fast die gesamte Kreuzfläche. Anlage wurde offensichtlich beim Bau des Hofes (1641 lt. Schlussstein) und der Anbauten mit eingeplant. |      |
| Kreuzstraße 76 Lage                      | 1864      | Abgeräumter vierteiliger und mehrfach sanierter Grabstein der Eheleute Peter Joseph Pelzer und Anna Maria Cremer. Inschrift: „Zum frommen Andenken an die Eheleute Pet. Jos. Pelzer, geb. den 3. Juli 1803, gest. den 12. Octob. 1864 – Anna Maria Cremer, geb. den 8. Sept. 1811, gest. den 28. Dez. 1883 – R.I.P. “ |      |
| Kreuzstraße 126 Lage                     | 1864      | Ein von Hubert Aloys Miessen um 1990 aus einem Steinmetzbetrieb besorgtes und saniertes Kreuz mit der Jahreszahl 1864, die jedoch nichts mit der Geschichte des Hofes oder der Besitzer zu tun hat. Es wurde zunächst rechts der Hofmauer aufgestellt und später an die Wand der Stallungen versetzt. |      |
| Kreuzstraße–Bahndamm Lage                | 1988      | Schmuckes Metallkreuz an der ehemaligen Wegegabelung zum Crapolshof, das von Hubert Aloys Miessen entworfen und dort als Erinnerung für die frühere Hofzufahrt aufgestellt worden war. |      |
| Merolser Straße 6 Lage                   | 1898      | Hohes Steinkreuz, errichtet 1898 „in frommer Erinnerung an die Eheleute Nicolaus und Elisabeth Peterken-Gillessen sowie einer Tochter und fünf Söhnen derselben.“ Weil der mittlere Teil des Sockels aufgestockt wurde, soll es sich hierbei laut Anwohner und der Quelle Creutz um den abgeräumten Grabstein der Familie Peterken-Gillessen handeln. Die Gesamtanlage ist großräumig mit einem schmucken Eisengitter auf einem umlaufenden Steinsockel eingerahmt und an den Ecken an Steinsäulen befestigt. Inschrift im Sockel (lt. Quelle Creutz, derzeit (2023) unleserlich): „In piam memoriam conjungium Nicolai Peter Ken..el, Elisabeth Gillessen, i filiae et filiorum MDCCCIII“ |      |
| Merolser Straße 92 Lage                  | unbekannt | Schmuckes Metallkreuz in einem kurzen dreiteiligen Sockel mit abgewinkelten Ecken, hellerer Korpus, darüber kleiner Strahlenkranz mit der Plakette „Inri“, an der Basis des Kreuzes ein kleiner vergoldeter Kelch, flankiert von zwei kleinen betenden Engeln. |      |
| Merolser Straße 115 Lage                 | 1877      | Erinnerungskreuz der Eheleute Laurenz (1808–1895) und Anna-Maria Schaaps-Lausberg (1810–1867) vor Haus Merolser Straße 115 in Walhorn. Dunkles Eisenkreuz auf kurzem Sockel und mit weißem Korpus. Inschrift: „L.S.H. – A.M.L. – 1877“ |      |

### Astenet
| Standort                              | Datierung    | Beschreibung/Inschrift | Bild |
| ------------------------------------- | ------------ | --- | ---- |
| Asteneter Straße 72 Lage              | Anf. 20. Jh. | Eisenkreuz auf einem oben abgerundeten kurzen quadratischen Sockel, aufgestellt auf einem breiten querrechteckigen Sockel aus Bruchsteinen vor einer ebensolchen halbhohen Wand. Bruchsteinsockel und –mauer wurden 1978 erneuert. Die Anlage bestand bereits vor dem Zweiten Weltkrieg und geht der Überlieferung nach auf Nicolaus Ahn-Cüpper, dem damaligen Besitzer der Wiesenflächen, zurück. |      |
| Ecke Fossei–Prester Lage              | 2002         | Stabiles Gedenkkreuz aus Blaustein mit abgerundetem Fuß für die am 21. April 2002 bei einem Reitunfall hier verunglückte 20-jährige Daniela Bailly. Sie erlag wenig später im Universitätsklinikum Aachen ihren Verletzungen. Mittig der Kreuzachsen ein kleines eingelassenes Foto der Reiterin. Inschrift: „Daniela Bailly 21.4.2002“ |      |
| Ecke Hochstraße–Königsweg Lage        | um 1990      | Wegekreuz auf dem Areal der Kapelle Katharina von Siena, entworfen und errichtet von Hubert Aloys Miessen zwecks Verschönerung des Platzes. |      |
| Ecke Nierstraße–Stiftstraße Lage      | 1866         | Kräftiges Eisenkreuz in einem zweiteiligen Steinsockel. Der Überlieferung nach handelt es sich um ein Votivkreuz. Inschrift: „Jesus Maria Josef. 1866“ |      |
| Ecke Walhorner Straße–Hackegasse Lage | 2002         | Dreiteiliges Steinkreuz aus der Werkstatt des Steinmetzes Alfred Bosch. Vor dem Zweiten Weltkrieg stand am Wiesenrand ein einfaches Holzkreuz, das nach dem Krieg wiederum durch ein Holzkreuz ersetzt wurde. Vandalen zerstörten 1988 dieses Kreuz und Hubert Aloys Miessen fertigte daraufhin ein stabiles und reich verziertes Metallkreuz auf einem Steinsockel an. Nachdem auch dieses im Jahr 2002 zerstört worden war, erstellte Bosch das heutige Kreuz, das zugleich sein Gesellenwerk war. Inschrift in der Sockelplatte: „Im Kreuz ist Heil, im Kreuz ist Leben, im Kreuz ist Hoffnung“ |      |
| Hochstraße 87 Lage                    | unbekannt    | Hohes Eisenkreuz in einem kurzen Steinsockel rechts der Tordurchfahrt von Gut Himmelsplatz. In früheren Zeiten war das Kreuz in einem an drei Seiten beschrifteten hohen Steinsockel eingelassen, der durch landwirtschaftliche Fahrzeuge beschädigt und zerbrochen worden war. Diese beschädigten Sockelteile wurden weiter rechts an der Mauer aufgestellt. Er war an drei Seiten mit Bibeltexten beschriftet, die derzeit (2023) nur noch rudimentär zu erkennen sind. Inschriften (lt. Quelle Creutz): „Noch heute wirst du mit mir im Paradiese seyn“ (linke Steinseite), „Eli! Eli! Lamma Sabacthami“ (Vorderseite) und „Vater vergib Ihnen, denn sie wissen nicht, was sie tuen“ (rechte Steinseite). |      |
| Kirchbuschweg 4 Lage                  | 1855         | Doppelseitiges Marienhäuschen erbaut als Prozessionshäuschen zu Ehren Mariens im Jahr 1855 von Heinrich Nütten mit dem Chronogramm an seiner Vorderseite: „Ad Mar.(iae) Glor(iam) H.(einrich) N.(ütten) Edif.(icavit) ME.1855“. Auf der Rückseite eine nachträglich eingebaute Nische zum Abstellen der Monstranz. |      |
| Limburger Weg 5 Lage                  | 17. Jh.      | Alter Kreuzstein an der Grenze zur Gemeinde Kelmis/Teilgemeinde Hergenrath. Nach einer mündlichen Überlieferung soll der Bürgermeister von Verviers, Jacques Piron, mit einem Pferdegespann unterwegs gewesen und hier am 17. September 1723 an einem Herzschlag gestorben sein. Inschrift (lt. Quelle Creuz, derzeit unleserlich): „ICY EST DECEDE D(E) CE MONDE FEU MR IAC (Q)UES PIRONS (JA)DIS BGM RE DE VERVIERS LE 17 7 BRE 1723 EN ALLANT A AIX DONT LE CORPS REPOS AUX PERES RECOLLETS DE VERVIER. R.I.P.“ (Deutsch (auszugsweise): „Hier ist gestorben im Weltenfeuer (- -) A (Anton?). Jac-ques Pirons (- -)Dis(trict?) Bürgermeister“                                                             |      |
| WK Nierstraße–Bahndamm Lage           | 1863         | Stark verwittertes Gedenkkreuz für den hier am 19. Mai 1863 an einem Infarkt verstorbenen Wagner Mathias Ludwig Keutgen (* 1817). Die Kreuzanlage wurde wegen Instabilität des Bodens bzw. durch landwirtschaftliche Fahrzeuge mehrfach beschädigt und musste öfters erneuert und um einige Meter versetzt werden. Auf einer heute nicht mehr lesbaren Inschriftentafel auf dem Postament stand einst geschrieben (lt. Quelle Creutz): „Am 19. Mai 1863 verschiedt hier sanft Matias Ludwig Keutgen im Alter von 46 Jahren, Ehegatte von Anna Maria Fritz. Durch diese gewidmet. Er ruhe in Frieden. Vater unser.“                                                                                           |      |
| Nierstraße/Lontzener Feld Lage        | 1862         | Altes solides Wegkreuz aus Blaustein am Rand des Wiesenweges in Verlängerung der Nierstraße. Hier fiel am 28. Juli 1862 der Knecht J. G. Brauwers vom Wagen seines Fuhrwerkes, woraufhin die Pferde durchbrannten. Brauwers wurde dabei vom Wagen erfasst und erlitt schwere Verletzungen, an denen er wenig später verstarb. Inschrift: „Betet für die Seele der am 28te Juli 1862 verstorbenen G:Brauwers.“ |      |
| Poststraße 32 Lage                    | 1862         | Eisenkreuz auf Steinsockel zwischen zwei stattlichen Linden der Familie Johann Wilhelm Kloth (1991–1864) und Anna Maria Kloth, geb. Cormann (1794–1872). Es wurde vor dem Tod der beiden als Dankeskreuz für ein erfülltes Leben aufgestellt. Inschrift (lt. Quelle Creutz, derzeit (2023) unleserlich): „J. W. Kloth und A. M. Cormann. 1862. H.R.I.R.“ Die Initialen werden dem Steinmetz zugeschrieben. |      |
| Presterstraße–vor Bahnübergang Lage   | 1875         | Im Ort auch bekannt als „Jacquemin-Kreuz“. Unfallkreuz für die hier am 8. November 1875 bei der Gleisüberquerung von einem Zug erfasste 78-jährige Katharina Jacquemin, geb. Hausmann. Sie war auf der Stelle tot. Verwittertes Eisenkreuz auf Steinsockel mit der Gravur 1875. Inschriften (auf den Kreuzbalken): „Von Zuglok erfasst.“ (horizontal): „J. 78 Jahre am 8. 11.1875“ (vertikal) |      |
| Presterstraße 60 Lage                 | 1907         | Abgeräumter Grabstein mit aufgesetztem Eisenkreuz der Josefine Köttgen-Schmetz (1876–1907). Er wurde 1947 von dem Witwer Hubert Josef Schmetz in Gedenken an seine erste Frau in Auftrag gegeben und 1947 vor seinem Haus umsetzen lassen. Inschrift: „Mein Jesus Barmherzigkeit. 1947“ |      |

### Rabotrath
| Standort                                       | Datierung    | Beschreibung/Inschrift | Bild |
| ---------------------------------------------- | ------------ | --- | ---- |
| Ecke Limburger Straße–Breberenweg 67 Lage      | 1985         | Abgeräumtes Grabkreuz ohne näheren Bezug und ohne Überlieferung der ehemaligen Besitzer. Wurde als Ersatz für ein morsches altes Wegekreuz von Hubert Aloys Miessen ausgesucht, saniert und dort aufgestellt. Metallkreuz auf Steinsockel. Inschrift: „Ecce Homo.“ |      |
| Marzelheide 41 Lage                            | 2007         | Abgeräumter Grabstein aus der Familie des Steinmetzes Alfred Bosch (1928–2007), zeitweiliger Eigentümer des Hauses Nummer 41. Schlichter dreiteiliger Grabstein mit Messingkorpus und einer Inschriftenplatte auf dem querrechteckigem Sockel, stehend am Gartenrand neben der Toreinfahrt. Inschrift: „Im Kreuz ist Heil, im Kreuz ist Leben, im Kreuz ist Hoffnung.“ |      |
| Marzelheide 50 Lage                            | 1897         | Abgeräumter vierteiliger Grabstein der Eheleute Peter Hubert und Katharina Lautermann-Schmetz, versteckt hinter einer hohen Hecke an der Hauswand angelehnt. Inschrift: „Betet für die Seelen. Zum frommen Andenken an die Eheleute P. H. Lautermann, gest. 14. Juni 1897. K. Lautermann geb. Schmetz, gest. 2. Nov. 1909. Mein Jesus Barmherzigkeit.“ |      |
| Marzelheide 52 Lage                            | 1632         | Rätselhafter Mordstein mit gotischer Inschrift aus dem Jahr 1632, als es auch hier Auswirkungen des Dreißigjährigen Krieges gab. Ein gewisser Johann Eydem wird in den Pfarrregistern von Walhorn als Müller aufgeführt, aber ohne weiteren Hinweis über sein Ableben. Im 19. Jahrhundert wurde dem Kreuzstein noch ein Eisenkreuz aufgesetzt, was 1944 durch einen vorbeifahrenden Panzer beschädigt wurde. Später wurde der alte Kreuzstein saniert und das zuvor aufgesetzte Eisenkreuz auf einem neuen Sockel in den Garten von Haus Heidestraße 23 in Walhorn transloziert. Inschrift Steinkreuz (lt. Quelle Creutz, derzeit (2023) unleserlich): „(A 16)32 (den). 20deceMber. Ist Johan. (Eyde)m. JSt. heir. JeMlig(b)leven. gott. troSt. die. sell“ (grob übersetzt: „Anno 1632m den 20. Dezember, ist Johann Eydem hier jämmerlich verblieben, Gott tröste die Seele.“), darunter das Emblem für einen Müller. |      |
| Marzelheide 124 Lage                           | 1980er-Jahre | Schmales Eisenkreuz auf kurzem Steinsockel, weißer Korpus und weiß hervorgehobene Kreuzenden. Das Kreuz wurde in den 1980er-Jahren von Hubert Aloys Miessen entworfen und an der linken Einfahrt zum Gut Kelmenberg aufgestellt, um damit die Autofahrer vor einer dortigen gefährlichen und unübersichtlichen Straßenkurve zu warnen. |      |
| Rabotrather Straße–ggü. Carnolsweg Lage        | 1983         | Ein von Hubert Aloys Miessen errichtetes reich verziertes Eisenkreuz auf breitem Steinsockel. |      |
| Rabotrather Straße–vor westl. Ortseingang Lage | um 1980      | Geschmiedetes Eisenkreuz auf einem Steinsockel, etwa um 1980 durch Hubert Aloys Miessen erneuert und gegenüber dem Treppenaufgang des Wiesenweges zum Haus Nummer 205 aufgestellt. Es ersetzte dort ein altes verfallenes Holzkreuz. Inschrift: „Herr ich bin nicht würdig.“ |      |
| Rabotrather Straße 160 Lage                    | 1884         | Hohes fünfteiliges Steinkreuz mit Sockelstein der Eheleute Alois Stickelmann und Maria Timmermann, errichtet anlässlich der Geburt Sohnes Alois, junior (1884–1938), im Jahr 1884. Inschrift: „Mein Jesus Barmherzigkeit. A. St. – M. T. – 1884“ |      |